# Kostgangerboleet
De kostgangerboleet (Pseudoboletus parasiticus, synoniemen: Boletus parasiticus, Xerocomus parasiticus) is een paddenstoel die als parasiet leeft op de aardappelbovist.
De kleur van de kostgangerboleet is variabel, van bleekgeel tot diep oranjebruin. De buisjes aan de onderkant van de hoed zijn citroengeel tot roestbruin. De poriën hebben dezelfde kleur. De steel, die vaak bovenaan het dikst is, heeft ongeveer dezelfde kleur als de hoed. De boleet is niet eetbaar.
De naam is afgeleid van het woord kostganger, iemand die tijdelijk verblijft in andermans huis.